# V’73
A V’73 együttes instrumentális progresszív rockot játszó zenekar volt az 1970-es évek közepén.

## Történet
A tagok már a '70-es évek elejétől együtt zenéltek Hétfő együttes néven. 1973 januárjában vették fel későbbi nevüket. Zenéjükre elsősorban az Emerson, Lake and Palmer trió hatott. Nevükben a ’73 az alakulás évére, a V betű pedig arra utal, hogy a Volán vállalat támogatta az együttest. Az 1973-as miskolci DVTK-stadionban megrendezett rockfesztiválon mutatkoztak be óriási sikerrel. A hazai fellépések mellett az Omegával és az LGT-vel Lengyelországban és a Szovjetunióban turnéztak.
Sikerrel közelítettek a klasszikus zenéhez, koncertjeiken játszották többek között Csajkovszkij Patetikus szimfóniáját, Weiner Leó Rókatáncát – természetesen saját feldolgozásban. Mindhárman jazz-konzervatóriumot végeztek.
A 70-es évek közepétől Kovács Katit kísérték koncerteken, turnékon és lemezeken. 1976-ban Csendszóró című albumán működtek közre, továbbá Ihász Gábor nagylemezén, ám önálló nagylemezük nem volt. Turnékon kísérték még Zalatnay Saroltát és Ihász Gábort.
1977-ben beneveztek a Metronóm ’77 fesztiválra, ám a Lerch István zenéjére Sáfár József által írt pesszimista szöveg nem nyerte el a szerkesztő Módos Péter tetszését, így új szövegírót keresve találták meg a Bergendyből kivált, épp szólópályára lépett Demjén Ferencet. Megszületett az első Lerch–Demjén-szerzemény, a Csak egy pillanat. A zenekar saját dala előadásán túl a fesztivál több előadójának műsorát kísérte, de pár nappal később feloszlott, s 1977 szeptemberében Lerch István, Demjén Ferenc és Herpai Sándor megalakította a V'Moto-Rockot. Sáfár József a P. Box tagja lett.

### Tagok
- Herpai Sándor – dob
- Lerch István – billentyűs hangszerek
- Sáfár József – basszusgitár

### Diszkográfia

#### Kislemezek
| Év   | A                  | B                 | Kiadó  | Nr.       | Info         |
| ---- | ------------------ | ----------------- | ------ | --------- | ------------ |
| 1974 | Általában mindig   | Dal mindenkinek   | Pepita | SPS 70164 |              |
| 1977 | Jokers – Őszre jár | Csak egy pillanat | Pepita | SPS 70253 | Metronóm ’77 |

#### Kísérőzenekarként
| Év   | Előadó      | Lemez      | Dalok                                                          | Info         |
| ---- | ----------- | ---------- | -------------------------------------------------------------- | ------------ |
| 1977 | Kovács Kati | Csendszóró | - Elégia - Úgy közétek állnék - Hé, srác! - Csendszóró - Búcsú |              |
| 1977 | Ihász Gábor | Kislemez   | Múlnak a gyermekévek                                           | Metronóm ’77 |
| 1978 | Kovács Kati | Kislemez   | Óh, ha rajtam múlna                                            |              |

#### Kiadatlan rádiófelvételek
- 1976 Csak ember
- 1977 Igazi színház
- Rókatánc
- Téma
- Vízállásjelentés
- Teketória